# Bianor obak
Bianor obak är en spindelart som beskrevs av Berry, Beatty, Prószynski 1996. Bianor obak ingår i släktet Bianor och familjen hoppspindlar. Inga underarter finns listade.